# Oxydia quadriangliata
Oxydia quadriangliata är en fjärilsart som beskrevs av Herrich-Schäffer 1870. Oxydia quadriangliata ingår i släktet Oxydia och familjen mätare. Inga underarter finns listade i Catalogue of Life.